# Fjölbusjön
Fjölbusjön är en sjö i Älvdalens kommun i Dalarna och ingår i Dalälvens huvudavrinningsområde. Sjön har en area på 0,58 kvadratkilometer och ligger 742 meter över havet. Sjön avvattnas av vattendraget Stora Härjån. Vid provfiske har abborre, elritsa, gädda och harr fångats i sjön.

## Delavrinningsområde
Fjölbusjön ingår i det delavrinningsområde (685719-131110) som SMHI kallar för Utloppet av Fjölbusjön. Medelhöjden är 751 meter över havet och ytan är 3,36 kvadratkilometer. Räknas de 17 avrinningsområdena uppströms in blir den ackumulerade arean 47,36 kvadratkilometer. Stora Härjån som avvattnar avrinningsområdet har biflödesordning 2, vilket innebär att vattnet flödar genom totalt 2 vattendrag innan det når havet efter 517 kilometer. Avrinningsområdet består mestadels av skog (18 procent) och sankmarker (64 procent). Avrinningsområdet har 0,59 kvadratkilometer vattenytor vilket ger det en sjöprocent på 17,4 procent.